# 千賀史貴
千賀史貴，日本漫畫原作者、平面設計師。

## 作品一覽

### 漫畫作品

#### 連載
- 反烏托邦公職（《YOUNG GANGAN》2014年16號－2016年18號，史克威爾艾尼克斯，全5冊）[1]
- （《月刊Action》2015年9月號－2016年8月號，作畫：赤岸K，雙葉社，全2冊）
- （《MangaONE（日语：マンガワン）》2018年7月17日－2019年11月30日，作畫：鐵田猿兒，小學館，全4冊）
- （《LINE漫畫（日语：LINEマンガ）》2019年12月31日－2021年7月27日，LINE）
- （《Young Dragon Age（日语：ヤングドラゴンエイジ）》Vol.6－連載中，作畫：石田和真，富士見書房／KADOKAWA）[2]

#### 監修
- （著：霜野、插圖：TNSK（日语：TNSK），SB Creative〈GA小說〉）

## 外部連結
- ziboabiboo （页面存档备份，存于） （日語）－千賀史貴的官方個人網站。
- 千賀史貴的X（前Twitter） （日語）